# Boro-Ulo (Ort)
Boro-Ulo (Boroulu, Boroulo, Boro Ulu) ist eine osttimoresische Siedlung im Suco Manetú (Verwaltungsamt Maubisse, Gemeinde Ainaro).

## Geographie und Einrichtungen
Das Dorf befindet sich im Osten der Aldeia Boro-Ulo, auf einer Meereshöhe von 1071 m. Die Straße, die das Dorf durchquert, verbindet es mit seinen Nachbarorten Laclo im Süden und einem Weiler im Norden. Beide gehören zum Suco Aitemua (Gemeinde Manufahi). Weiter westlich von Boro-Ulo befinden sich verstreut nur einzeln stehende Häuser.
Es ist ein Kuriosum, dass der Sitz des Sucos Aitemua in Boro-Ulo liegt, und auch die Grundschule trägt den Namen des Nachbar-Sucos.

## Geschichte
Während des Bürgerkrieges 1975 kam es im Suco Manetú zu Gefechten zwischen FRETILIN-Kämpfern aus Turiscai und UDT-Kämpfern aus Ermera. In Manetú unterstützte die Mehrheit der Bevölkerung die FRETILIN, während der Liurai ein UDT-Anhänger war. Am Grenzfluss zu Turiscai, einem Nebenfluss des Aicocai, ermordeten FRETILIN-Kämpfern bei Boro-Ulo einen Dorfeinwohner, weil er für den Liurai von Manetú gearbeitet hatte.